# Museu Histórico Casa do Imigrante
Das Museu Histórico Casa do Imigrante  (kurz: Casa do Imigrante oder Museu do Imigrante) in Bento Gonçalves, Brasilien ist ein Migrationsmuseum, das im Mai 1975 eröffnet wurde. In einem Haus aus dem Jahr 1913 wird hauptsächlich die Geschichte der italienischen Einwanderung nach Brasilien dargestellt, die mit der Italienischen Auswanderung zusammenhängt.

## Weblink
- Museumsangaben, Homepage von Bento Gonçalves